# Anton Gill
Anton Gill (* 22. října 1948 v Ilfordu, části Londýna) je anglický spisovatel. Publikuje také pod svými třemi pseudonymy: Oliver Bowden, Antony Cutler, a Ray Evans.

## Život
Gill se narodil v Ilfordu v Essexu (dnes část Londýna) německému otci a anglické matce. Vyrostl v Londýně a vzdělával se v Chigwell School Clare College v Cambridgi. Pracoval jako herec i jako režisér v divadle (zejména v Royal Court Theatre v Londýně), pro Arts Council, BBC a TV-am (jako spisovatel a producent). Následně se věnoval na plný úvazek psaní.

## Knihy
Profesionálním spisovatelem se stal v roce 1984, a od té doby publikoval více než 35 knih o různých současných i historických námětech, včetně tří biografií. Jeho díla zahrnují vedle beletrie i non-fiction (literární žánr na rozhraní románu a reportáže), kde jeho speciálním zaměřením je moderní evropská historie. Z této oblasti napsal knihy Cesta zpět z pekla (v originálu The Journey Back from Hell; dílo bylo odměněno cenou H. H. Wingatea za literaturu faktu), An Honourable Defeat a Berlin to Bucharest.
V beletrii napsal řadu knih na téma egyptských záhad, v nichž představovil první soukromé očko na světě, písaře Huy. V nakladatelství Penguin publikoval knihu Sacred Scroll na téma historie a tajemství. Je také autorem dvou biografií: William Dampier a Peggy Guggenheim. Jeho další vydané tituly jsou romány City of Gold (knihu vydalo anglické vydavatelství Penguin) a Prokletý (vydal Piatkus).
Pod pseudonymem Oliver Bowden napsal od roku 2009 již osm románů na základě příběhů série videoher Assassin's Creed, a to konkrétně Assassin's Creed: Renesance, Assassin's Creed: Bratrstvo, Assassin's Creed: Tajná Křížová výprava, Assassin's Creed: Odhalení, Assassin's Creed: Opuštěný, Assassin's Creed: Černá vlajka, Assassin's Creed: Jednota a Assassin's Creed: Podsvětí. V České republice tyto knihy vydává nakladatelství Fantom Print.